# 서부로 (세종 청주)
서부로(Seobu-ro)은 세종특별자치시 연동면 미꾸지삼거리와 청주시 서원구 개신동 개신오거리 을 잇는 도로이다.

## 주요 경유지
세종특별자치시
- 연동면

충청북도
- 청주시 흥덕구 강내면 . 강서동 - 서원구 남이면 . 성화개신죽림동)

## 노선
| 이름            | 접속 노선                     | 소재지         | 소재지        | 소재지        | 비고                    |
| 청연로와 직결   | 청연로와 직결                 | 청연로와 직결  | 청연로와 직결 | 청연로와 직결 | 청연로와 직결           |
| --------------- | ----------------------------- | -------------- | ------------- | ------------- | ----------------------- |
| 미꾸지 삼거리   | 청연로                        | 세종특별자치시 | 연동면        | 연동면        |                         |
| (이름없음)      | 지산태성로                    | 청주시         | 흥덕구        | 강내면        | 지방도 제507호선과 중복 |
| 태성사거리      | 지방도 제507호선 (태성탑연로) | 청주시         | 흥덕구        | 강내면        | 지방도 제507호선과 중복 |
| 현암 교차로     | 세종청주로                    | 청주시         | 서원구        | 남이면        |                         |
| 구암삼거리      | 사동구암로                    | 청주시         | 흥덕구        | 흥덕구        |                         |
| 구암 교차로     | 세종청주로                    | 청주시         | 흥덕구        | 흥덕구        |                         |
| 석곡 교차로     | 국도 제17호선 (3순환로)       | 청주시         | 흥덕구        | 흥덕구        |                         |
| 석곡사거리      | 호암로 남석로                 | 청주시         | 흥덕구        | 흥덕구        |                         |
| 죽림사거리      | 2순환로                       | 청주시         | 서원구        | 서원구        |                         |
| 월천1교사거리   | 대림로 가경로                 | 청주시         | 서원구        | 서원구        |                         |
| 월천1교         |                               | 청주시         | 서원구        | 서원구        |                         |
| 개신성화사거리  | 복대로                        | 청주시         | 서원구        | 서원구        |                         |
| 성화사거리      | 성봉로                        | 청주시         | 서원구        | 서원구        |                         |
| 개신오거리      | 1순환로 모충로                | 청주시         | 서원구        | 서원구        |                         |
| 구룡산로와 직결 |                               |                |               |               |                         |

## 주요 건물 및 시설
- 이마트24 석곡사거리점 (충청북도 창주시 가경동 서부로 1093)
- 충북예술고등학교 (충청북도 창주시 가경동 서부로 1185)
- 홈플러스 청주점 (충청북도 창주시 가경동 서부로 1291)
- 하나은행 가경동지점 (충청북도 창주시 가경동 서부로 1307)
- 파스쿠찌 청주성화점 (충청북도 창주시 성화개신죽림동 서부로 1348)
- 기아자동차 청주지점 (충청북도 창주시 성화개신죽림동 서부로 1358)